# Dyrektywa powodziowa
Dyrektywa powodziowa – dyrektywa Parlamentu Europejskiego i Rady nr 2007/60/WE z dnia 23 października 2007 r. w sprawie oceny ryzyka powodziowego i zarządzania nim, opubl. w Dz.U.UE L 288/27. Jest jednym z aktów unijnych regulujących politykę wodną UE. Ma na celu zmniejszenie ryzyka występowania powodzi, a także minimalizacji skutków ich występowania na terenie Unii Europejskiej. Planowanie, jako element polityki wodnej, obejmuje trzy etapy sporządzania przez kraje członkowskie dokumentów planistycznych, do których dyrektywa zalicza:
- wstępną ocenę ryzyka powodziowego, którą kraje członkowskie powinny sporządzić do grudnia 2011 roku,
- mapy zagrożenia oraz mapy ryzyka powodziowego, które winny być sporządzone do grudnia 2013 roku,
- plany zarządzania ryzykiem powodziowym, które winny być sporządzone do grudnia 2015 roku.

Dyrektywa została implementowana do polskiego systemu prawnego nowelizacją Prawa wodnego z dnia 5 stycznia 2011 r. (Dz.U. Nr 32, poz. 159), która weszła w życie z dniem 18 marca 2011 r.